# 산인역
산인역(Sanin station, 山仁驛)은 경상남도 함안군 산인면에 위치한 경전선의 철도역이었다. 2007년 6월 1일부터는 여객열차가 정차하지 않았고 2012년 10월 23일 마산 - 진주간 복선 전철 개통으로 인해 폐역되었다. 버스 정류장 형태의 간이역사가 설치되어 있다.

## 과거 산인역
이 역에는 과거 총 3선의 선로가 존재했던 흔적이 남아 있다. 이중 2선은 여객열차 취급용 선로와 나머지 1선은 화물 취급용 선로로, 이것은 산인역이 과거에는 어느 정도 규모가 있었던 것으로 보여지나, 1986년 무배치간이역 격하 이후 역 건물이 철거되고, 여객열차 취급 선로 1선과 화물 취급용 선로 1선을 각각 철거하여, 현재는 역 구내에는 1선밖에 남아있지 않다.

## 연혁
- 1923년 12월 1일: 무배치간이역으로 개업[1]
- 1944년 6월 15일 : 폐역[2]
- 1966년 9월 11일 : 배치간이역으로 변경[3]
- 1969년 8월 1일 : 무인화[4]
- 1970년 12월 30일 : 역사 신축 준공
- 1971년 4월 11일 : 보통역으로 승격[5]
- 1977년 5월 10일 : 소화물 및 화물 취급 중지
- 1986년 10월 16일 : 역원무배치간이역으로 격하
- 2007년 6월 1일 : 여객 취급 중지
- 2012년 10월 23일 : 경전선 마산 - 진주간 복선 전철 개통 및 폐역